# 波皮·马斯基尔
波皮·威洛·马斯基尔（英語：Poppy Willow Maskill；2005年3月22日—）是英国S14/SM14/SB14级（智力障碍）残疾人游泳运动员。其曾在2024年夏季帕拉林匹克運動會获得三金二银，系本届残奥会英国代表团最佳运动员。

## 早年生活
马斯基尔2005年生于柴郡，在米德爾威奇长大，有两姐妹，2014年获评米德爾威奇玫瑰王后。

## 游泳生涯

### 2022年
马斯基尔于当年6月参加了在马德拉群岛举办的世锦赛，这是她第一次参加国际赛事。马斯基尔报名四项比赛，收获三块奖牌——4×100米混合泳混合接力S14级金牌、100米仰泳银牌和100米蝶泳铜牌。8月，马斯基尔参加2022年大英國協運動會200米自由泳S14级比赛，但不敌同队队友杰茜卡-简·阿普尔盖特和路易丝·菲迪斯，排名第四，北爱尔兰运动员贝瑟尼·弗斯在项目中夺金。马斯基尔在11月举行的英国残疾人游泳冬季全国赛上，圆满结束了她高年级生涯的第一个赛季。她在所有年龄组的比赛中都获得了奖牌，共赢得四枚金牌和两枚银牌。

### 2023年
马斯基尔延续去年的成功，在曼彻斯特2023年世锦赛的五个项目获得奖牌。她与阿普尔盖特、威廉·埃拉德和乔丹·卡奇波尔获得了4×100米自由泳混合接力S14级金牌，又与阿普尔盖特、埃拉德和斯科特·奎因获得混合泳接力赛银牌。马斯基尔还在100米蝶泳S14级（银）、100米仰泳S14级（银）和200米个人混合泳S14级（铜）获得个人奖牌。

### 2024年
5月20日，马斯基尔入选残奥会英国代表团游泳运动员名单。她参加了五个项目，均有奖牌入账。她获得了100米蝶泳S14级、100米仰泳S14级和4×100米自由泳混合接力S14级（同赛选手威廉·埃拉德、里斯·达贝及奥利维亚·纽曼-巴罗尼乌斯）金牌。其中，她在100米蝶泳S14级决赛刷新世界纪录，摘获英国代表团首金。马斯基尔亦在200米自由泳S14级和200米个人混合泳SM14级收获两枚银牌。马斯基尔因此成为此届残奥会英国代表团的最佳运动员。有鉴于此，马斯基尔与残疾人跆拳道奖牌得主马特·布什共擎国旗，出席闭幕式。

### 2025年
2025年3月，官方宣布马斯基尔等15名残奥冠军将在2025赛季获得英国体育资助。

## 奖项和荣誉
2021年，马斯基尔获得人人奖残疾人体育成就奖，由譚妮·葛雷-湯普森授予。此前她已于2019年获该奖提名。
次年，马斯基尔入围SportsAid值得关注人物十人候选名单。她亦获得2022年英国游泳奖2021-22赛季残疾人游泳新锐运动员称号。2023年，马斯基尔入围英国广播公司青年体育人物奖十人候选名单。
鉴于其在2024年残奥会的表现，马斯基尔被授予米德爾威奇自由奖，为第十五位获得此荣誉的人士。此外，她于2025年新年授勋仪式被授予大英帝国员佐勋章。